# Homo georgicus
Homo georgicus er en hominin i slægten Homo fra Dmanisi, Georgien. De første fossile kranier og kæber blev fundet i 1991 af den georgiske antropolog og arkæolog David Lordkipanidze. Også i 1999 og 2001 blev der gjort fund af bl.a. et delvist skelet. Fossilerne synes mellemliggende mellem Homo habilis og Homo erectus og er omkring 1,8 millioner år gamle.
Navnet Homo georgicus blev foreslået i 2002, men man anser nu snarere H. georgicus som en variant af Homo erectus end en separat art.